# Channay-sur-Lathan
Channay-sur-Lathan és un municipi francès, situat al departament de l'Indre i Loira i a la regió de Centre – Vall del Loira. L'any 2007 tenia 789 habitants.

## Demografia

### Població
El 2007 la població de fet de Channay-sur-Lathan era de 789 persones. Hi havia 310 famílies, de les quals 65 eren unipersonals (39 homes vivint sols i 26 dones vivint soles), 114 parelles sense fills, 109 parelles amb fills i 22 famílies monoparentals amb fills.
La població ha evolucionat segons el següent gràfic:
Habitants censats

### Habitatges
El 2007 hi havia 370 habitatges, 306 eren l'habitatge principal de la família, 32 eren segones residències i 32 estaven desocupats. 362 eren cases i 5 eren apartaments. Dels 306 habitatges principals, 247 estaven ocupats pels seus propietaris, 53 estaven llogats i ocupats pels llogaters i 7 estaven cedits a títol gratuït; 2 tenien una cambra, 34 en tenien dues, 70 en tenien tres, 91 en tenien quatre i 109 en tenien cinc o més. 221 habitatges disposaven pel capbaix d'una plaça de pàrquing. A 121 habitatges hi havia un automòbil i a 160 n'hi havia dos o més.

### Piràmide de població
La piràmide de població per edats i sexe el 2009 era:
| Homes | Edats   | Dones |
| ----- | ------- | ----- |
| 0     | 95 o +  | 0     |
| 0     | 90 a 94 | 4     |
| 12    | 85 a 89 | 16    |
| 8     | 80 a 84 | 16    |
| 12    | 75 a 79 | 24    |
| 4     | 70 a 74 | 8     |
| 28    | 65 a 69 | 16    |
| 4     | 60 a 64 | 16    |
| 24    | 55 a 59 | 16    |
| 28    | 50 a 54 | 24    |
| 20    | 45 a 49 | 16    |
| 24    | 40 a 44 | 28    |
| 28    | 35 a 39 | 16    |
| 8     | 30 a 34 | 20    |
| 4     | 25 a 29 | 12    |
| 16    | 20 a 24 | 8     |
| 16    | 15 a 19 | 24    |
| 16    | 10 a 14 | 16    |
| 24    | 5 a 9   | 8     |
| 12    | 0 a 4   | 24    |

## Economia
El 2007 la població en edat de treballar era de 461 persones, 330 eren actives i 131 eren inactives. De les 330 persones actives 303 estaven ocupades (165 homes i 138 dones) i 27 estaven aturades (13 homes i 14 dones). De les 131 persones inactives 40 estaven jubilades, 31 estaven estudiant i 60 estaven classificades com a «altres inactius».

### Ingressos
El 2009 a Channay-sur-Lathan hi havia 318 unitats fiscals que integraven 825 persones, la mediana anual d'ingressos fiscals per persona era de 14.753 €.

### Activitats econòmiques
Dels 27 establiments que hi havia el 2007, 2 eren d'empreses extractives, 2 d'empreses alimentàries, 1 d'una empresa de fabricació d'elements pel transport, 3 d'empreses de fabricació d'altres productes industrials, 8 d'empreses de construcció, 4 d'empreses de comerç i reparació d'automòbils, 4 d'empreses de transport, 1 d'una empresa financera, 1 d'una empresa de serveis i 1 d'una empresa classificada com a «altres activitats de serveis».
Dels 10 establiments de servei als particulars que hi havia el 2009, 1 era una oficina de correu, 2 tallers de reparació d'automòbils i de material agrícola, 1 paleta, 3 guixaires pintors i 3 fusteries.
L'únic establiment comercial que hi havia el 2009 era una fleca.
L'any 2000 a Channay-sur-Lathan hi havia 34 explotacions agrícoles que ocupaven un total de 1.728 hectàrees.

## Equipaments sanitaris i escolars
El 2009 hi havia una escola maternal integrada dins d'un grup escolar amb les comunes properes formant una escola dispersa.

## Poblacions més properes
El següent diagrama mostra les poblacions més properes.